# Ulu Grosbard
Israel "Ulu" Grosbard (Amberes, Bélgica; 9 de enero de 1929 - Nueva York, Estados Unidos; 19 de marzo de 2012) fue un director de cine y de teatro belga naturalizado estadounidense. Nació en Bélgica, fruto de un matrimonio judío, Rose (nacida Tennenbaum) e Israel Morris Grosbard, mercader de diamantes. Dada su ascendencia, huyó del nazismo con su familia y emigró a La Habana, Cuba en 1942 en plena Segunda Guerra Mundial. En 1948, su familia se mudó a Estados Unidos donde se naturalizó en 1954. Se educó en la Universidad de Chicago y en Yale Drama School, debutando como director teatral en 1957 en Broadway.
En teatro ganó el Drama Desk Award por su puesta en escena de Panorama desde el puente de Arthur Miller, donde Dustin Hoffman sirvió de asistente de dirección. Otras producciones fueron El precio de Arthur Miller, El décimo hombre de Paddy Chayefsky, American Buffalo de David Mamet y otras.
En la década de 1960 fue asistente de dirección de Elia Kazan y Arthur Penn en Hollywood y en 1968 realizó su primer largometraje The subject was roses con Patricia Neal y Martin Sheen.
En 1984 filmó Falling in love con Meryl Streep y Robert De Niro, en 1995 Georgia que se hizo acreedora a una nominación al Oscar, ganando el Festival de Montreal como mejor director y en 1999 The Deep End of the Ocean con Michelle Pfeiffer y Jonathan Jackson.
Casado con la actriz Rose Gregorio desde 1965, fue uno de los miembros fundadores del Sundance Film Festival en 1996.
Falleció la noche del domingo 18 al lunes 19 de marzo de 2012 en el NYU Langone Medical Center de Nueva York.